# Льежский сироп

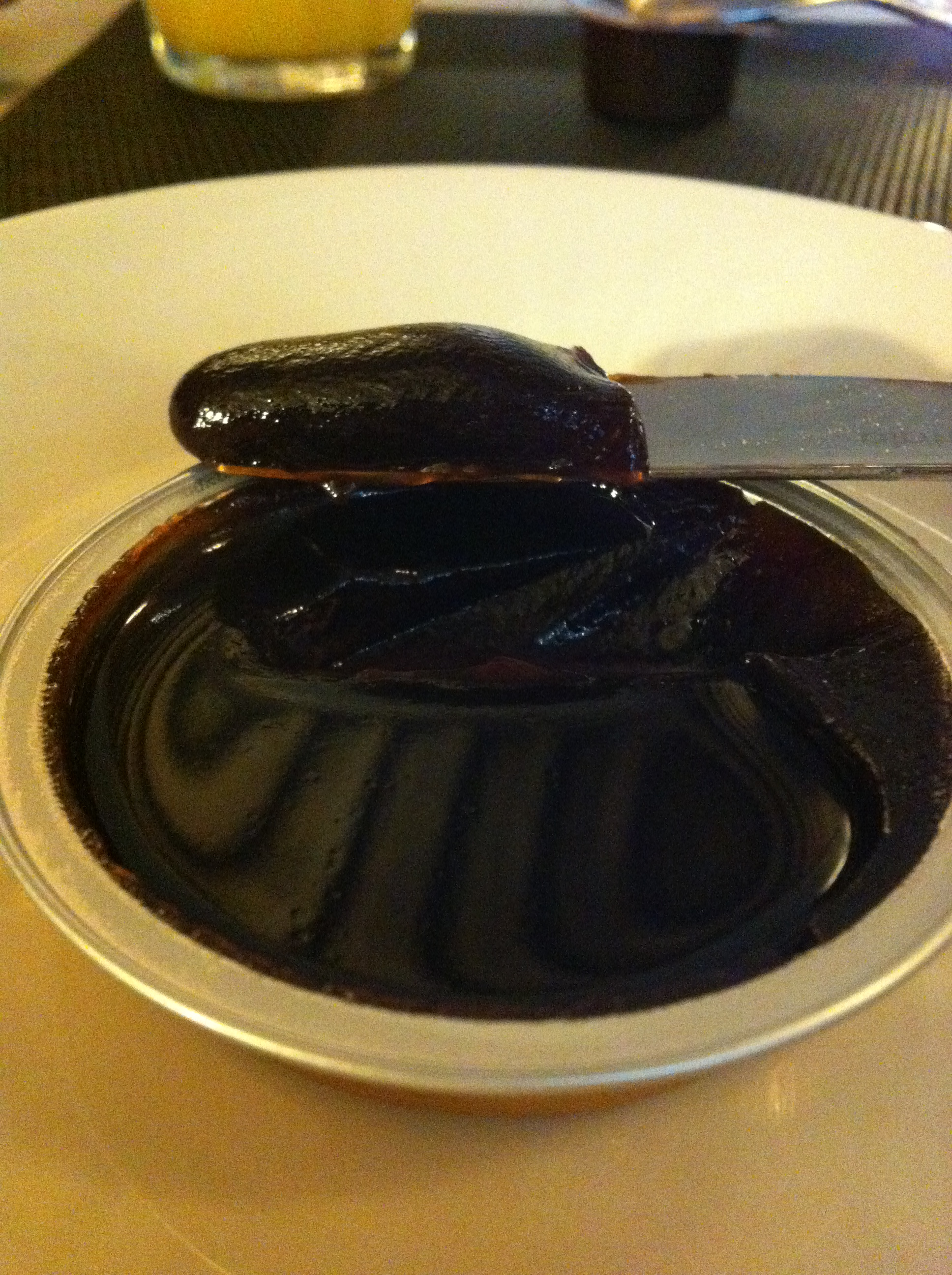
Льежский сироп

Льежский сироп (фр. sirop de Liège) — густой сироп, получаемый в результате вываривания фруктов (яблок и груш, иногда также фиников) без добавления сахара. Традиционное блюдо бельгийской кухни.

## История
Традиция сироповарения зародилась в окрестностях плато Эрв около XVII века. Изготовление сиропа позволяло крестьянам запасать фрукты впрок, на зиму или на случай неурожая. До сих пор настоящий льежский сироп производится именно в этой местности (на северо-востоке провинции Льеж).

## Изготовление
Льежский сироп изготавливается вручную либо фабричным способом.
При изготовлении сиропа вручную неочищенные фрукты варятся на медленном огне в течение 10—12 часов. Полученная масса прокладывается слоями джутовой ткани и помещается под пресс. Сок процеживается сквозь ткань; оставшаяся мякоть скармливается скоту. Полученный таким образом сок вываривается при высокой температуре (около 120°), постепенно меняя цвет и консистенцию. Готовый сироп охлаждается до 50° и разливается по банкам. На следующий день банки с окончательно остывшим сиропом закрываются крышкой. При таком способе изготовления для получения одного килограмма сиропа требуется 8 килограммов фруктов. Он может храниться на протяжении 10 месяцев (без добавления консервантов).
При фабричном способе изготовление сиропа имеет два основных этапа — производство концентрата сока (в период урожая фруктов) и изготовление самого продукта (круглогодично).

Производство концентрата, в свою очередь, включает три шага:
1) Фрукты промываются, измельчаются и помещаются в котёл, где варятся около полутора часов. Получается нечто вроде густого фруктового пюре.
2) Полученное «пюре» перекачивается в резервуар и помещается под пресс, отделяющий мякоть от сока, после чего сок дополнительно фильтруется.
3) Сок сгущается методом испарения лишней влаги. За час из 15 000 литров сока производится 2000 килограммов концентрата. Затем концентрат охлаждают до температуры 15° и помещают в резервуары, где он хранится при температуре 5—8°.

Последующее изготовление сиропа из концентрата осуществляется под управлением компьютера, который рассчитывает точное количество составляющих, в частности, пектина, необходимого для желефикации сиропа. Концентрат доводится до кипения; при этом испаряется лишняя влага и достигается необходимая консистенция. Затем сироп охлаждается до 65° и разливается по банкам. Банки с сиропом помещаются в специальный охлаждающий туннель и движутся по вентилируемым конвейерным лентам со скоростью всего 10 метров за 3 часа. Постепенное охлаждение способствует наилучшей желефикации. При изготовлении сиропа фабричным способом с добавлением сахара требуется 4 килограмма фруктов для получения 1 килограмма продукта; без добавления сахара количество фруктов увеличивается до 7 килограммов фруктов на 1 килограмм сиропа.

## Применение

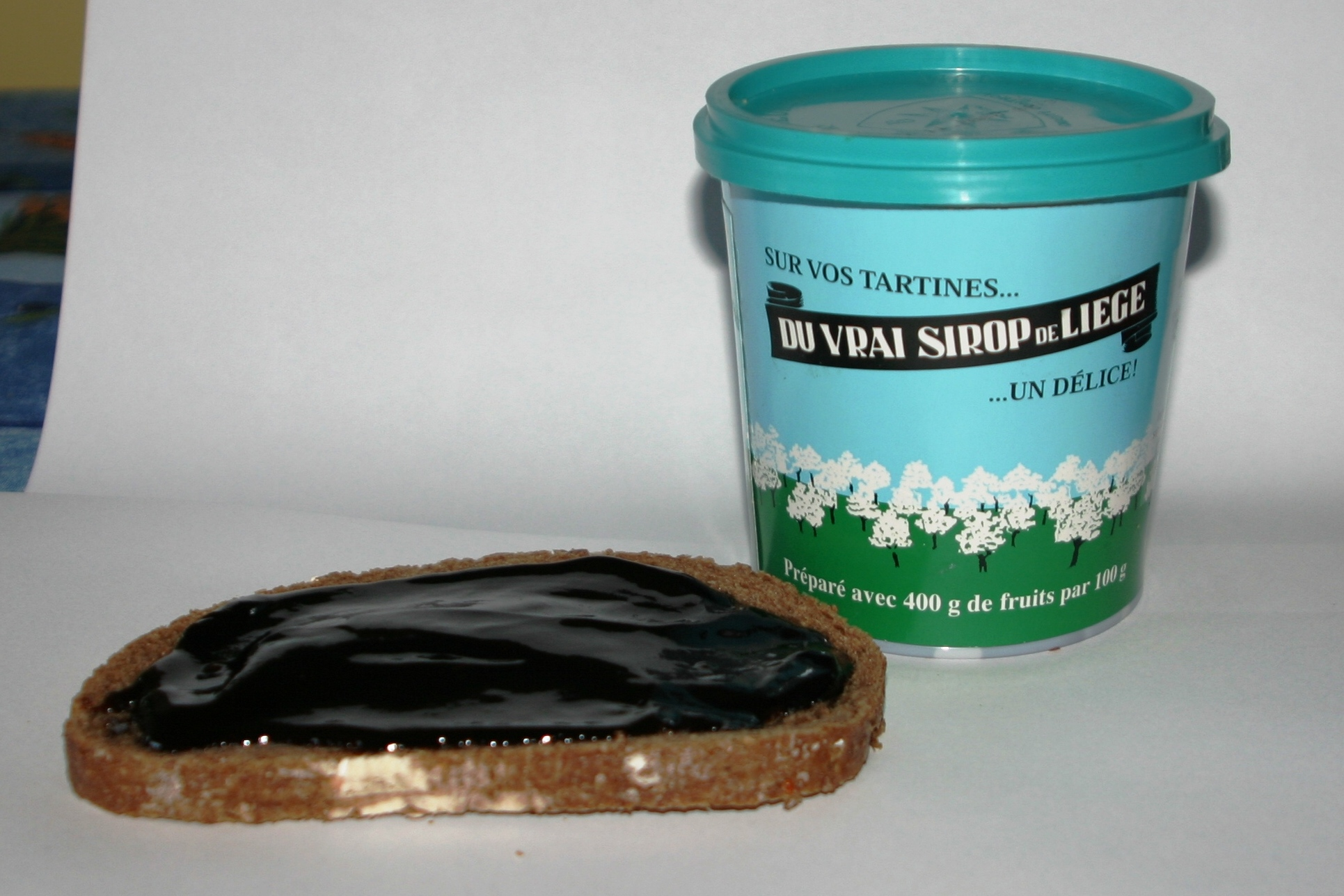
Льежский сироп на ломтике хлеба

Льежский сироп традиционно употребляется с хлебом или с блинами. Он также может подаваться как сопровождение к сырной тарелке. Кроме того, сироп используется в качестве ингредиента при приготовлении различных соусов, салатов и десертов. Так, он является непременным ингредиентом соуса к другому местному кулинарному специалитету — тефтелям по-льежски.